# Синклер, Джонатан
Джонатан Синклер (англ. Jonathan Sinclair; род. 13 октября 1970, Виктория) — британский дипломат. Губернатор Питкэрна с 2014 по 2017 год. Директор по кадрам Форин-офиса. Имеет Королевский Викторианский орден.

## Биография
Получил образование в колледже Рэдли, затем продолжил обучение в Оксфордском университете, где получил степень бакалавра в области философии, политики и экономики. Окончил Университете Джонса Хопкинса со степенью магистра международных отношений. После непродолжительной работы в СМИ и туризме поступил на службу в министерство иностранных дел Великобритании в 1996 году. Был личным секретарём министра иностранных дел Джека Стро в 2002—2004 годах и руководителем политической группы в посольстве Великобритании в Вашингтоне с 2005 по 2009 год. Являлся Верховным комиссаром в Новой Зеландии, нерезидентским Верховным комиссаром в Самоа и нерезидентом губернатором островов Питкэрн 2014—2017 годах.
В 2007 году был награждён Королевским Викторианском орденом после государственного визита королевы Елизаветы II в США.